# Herb gminy Radymno
Herb gminy Radymno – jeden z symboli gminy Radymno.

## Wygląd i symbolika
Herb przedstawia na tarczy koloru białego na czerwonej krokwi wizerunek głowy Orła Białego ze złotą chorągwią, a pod nią złoto–czerwoną mitrę biskupią.